# Scopula immaculata
Scopula immaculata là một loài bướm đêm trong họ Geometridae.